# Првенство Југославије у великом рукомету за мушкарце
Првенство Југославије у великом рукомету за мушкарце се одржавало између 1948. и 1958. године. С временом се велики рукомет престао играти, па је замењен првенством у рукомету.

## Прваци
| Сезона | Првак                   | Вицепрвак              |
| ------ | ----------------------- | ---------------------- |
| 1948.  | град Загреб             | град Сарајево          |
| 1949.  | РК Загреб               | РК Милиционер Сарајево |
| 1950.  | РК Милиционер Сарајево  | РК Метеор Загреб       |
| 1951.  | РК Милиционер Сарајево  | РК Динамо Панчево      |
| 1952.  | РК Милиционер Сарајево  | РК Загреб              |
| 1953.  | РК 20. октобар Сарајево | РК Железничар Ниш      |
| 1954.  | РК Загреб               | РК Железничар Ниш      |
| 1955.  | РК Динамо Панчево       | РК Загреб              |
| 1956.  | РК Загреб               | РК Динамо Панчево      |
| 1957.  | РК Динамо Панчево       | РК Загреб              |
| 1958.  | РК Босна Сарајево       | РК Железничар Београд  |

### Успешност клубова
| Клуб                    | Првак | Други | Година (првак)    | Година (други)    |
| ----------------------- | ----- | ----- | ----------------- | ----------------- |
| РК Загреб               | 3     | 3     | 1949, 1954, 1956. | 1952, 1955, 1957. |
| РК Милиционер Сарајево  | 3     | 1     | 1950, 1951, 1952. | 1949.             |
| РК Динамо Панчево       | 2     | 2     | 1955, 1957.       | 1951, 1956.       |
| РК 20. октобар Сарајево | 1     | -     | 1953.             | -                 |
| РК Босна Сарајево       | 1     | -     | 1958.             | -                 |
| град Загреб             | 1     | -     | 1948.             | -                 |
| РК Железничар Ниш       | -     | 2     | -                 | 1953, 1954.       |
| РК Метеор Загреб        | -     | 1     | -                 | 1950.             |
| РК Железничар Београд   | -     | 1     | -                 | 1958.             |
| град Сарајево           | -     | 1     | -                 | 1948.             |